# Casino de Saint-Jean-de-Luz
Le casino de Saint-Jean-de-Luz se situe dans le département des Pyrénées-Atlantiques, en région Nouvelle-Aquitaine. Il appartient au groupe Joa.

## Histoire
Au sortir de la Première Guerre mondiale, un projet pour la construction d'un établissement de bains, incluant un hôtel-casino, est confié à William Marcel.
Au début de l'année 1927, le projet est réduit en taille, ne gardant que le casino, l'hôtel et les boutiques ; c'est en définitive Robert Mallet-Stevens qui pilote l'opération, et le casino ouvre en 1928.
Dans les années 1950, André Pavlovsky est chargé des surélévations destinées à recevoir des appartements.

## Descriptif
Il fait face à la baie, se trouve non loin du port, de la plage et du centre-ville historique.

Il dispose, en plus des salles de jeux, d'un restaurant et d'un bar ainsi que d'espaces de réception.